# Barbie - La principessa e la popstar
Barbie - La principessa e la popstar (Barbie: The Princess and the Popstar) è un film d'animazione del 2012 diretto da Zeke Norton. È il 23º film della serie e, come in Barbie - La principessa e la povera del 2004, la trama si basa sul romanzo Il principe e il povero di Mark Twain.

## Trama
Il regno di Meribella celebra il suo 500º anniversario e la principessa Tori è impegnata, insieme alle sorelle Meredith e Trevi, nei preparativi e a ricevere ospiti importanti. Messa sotto pressione dalla zia Amelia, la ragazza deve anche preparare un discorso da pronunciare il giorno dei festeggiamenti ufficiali.
Keira è una nota popstar e cantautrice, di cui Tori è fan, in tour in tutto il mondo: si trova a Meribella per il concerto dell'anniversario e una sera viene invitata a palazzo dove conosce la principessa e instaura subito un'amicizia. Tori la porta in giro per il palazzo e Keira vorrebbe sapere come ci si sente ad essere una principessa: notando una certa somiglianza tra di loro, le due ragazze provano a scambiarsi gli abiti grazie ai loro oggetti magici (Tori con la sua spazzola e Keira con un microfono). Così si accorgono di essere identiche l'un l'altra e proseguono il giro del palazzo, dove Tori le mostra un giardino segreto dove è custodita una pianta di gardenia, protetta da alcune fate, con dei diamanti usati per pagare alcune spese; inoltre la vegetazione di Meribella dipende dalla pianta di gardenia. Due piccoli diamanti cadono e le fate le incollano sui ciondoli di Tora e Keira per simboleggiare la loro amicizia. Crider, il manager di Keira, una star fallita, spia le ragazze e quindi vede nella pianta una fonte di ricchezza utile per ritornare alla fama.
Tori sta per restituire il suo aspetto a Keira, ma lei vorrebbe rimanere con i costumi della principessa per un altro giorno, così Tori le insegna il comportamento da principessa e Keira quello da popstar; l'una riceve le lusinghe del principe Liam, mentre l'altra è impegnata in prove generali e autografi. Ma Keira viene chiusa nella stanza di Tori dalla zia Amelia poiché la vera principessa non aveva completato il discorso e così non potrà raggiungere il concerto che avrebbe tenuto quella sera.
Crider e Ruper (suo collaboratore), mentre Tori si trova sul palco, fanno irruzione al palazzo e si appropriano della gardenia, nonostante la resistenza delle fate, e ciò porta alla moria della vegetazione di tutto il regno. Quando finalmente le ragazze riescono nuovamente ad incontrarsi, cercano di fermare Crider con i loro oggetti magici, ma lui fa cadere la gardenia in un dirupo, disintegrandola. Per salvare Meribella, Tori e Keira piantano un'altra gardenia utilizzando i pezzi di diamante attaccati ai loro ciondoli, per poi raggiungere il palco e cantare insieme.

## Distribuzione
Le date di uscita internazionali nel corso del 2012 sono state
- 27 agosto nel Regno Unito (Barbie: The Princess and the Popstar)
- 11 settembre negli Stati Uniti d'America (Barbie: The Princess and the Popstar)
- 20 settembre in Polonia (Barbie - Ksiezniczka i piosenkarka)
- 3 ottobre in Italia
- 4 ottobre in Grecia (Barbie: I prigipissa & i pop star)
- 10 ottobre in Finlandia (Barbie: Prinsessa ja poptähti)
- 12 ottobre in Ungheria (Barbie: A hercegnő és a popsztár)

## Doppiaggio
| Personaggio    | Doppiatore originale                              | Doppiatore italiano                                 |
| -------------- | ------------------------------------------------- | --------------------------------------------------- |
| Tori           | Kelly Sheridan (dialoghi) Jennifer Waris (canto)  | Emanuela Pacotto (dialoghi) Stefania Lanza (canto)  |
| Keira          | Ashleigh Ball (dialoghi) Tiffany Giardina (canto) | Jolanda Granato (dialoghi) Greta Bortolotti (canto) |
| Amelia         | Ellie King                                        | Caterina Rochira                                    |
| Re Frederick   | Christopher Gaze                                  | Francesco Orlando                                   |
| Seymour Crider | Peter Kelamis                                     | Renato Novara                                       |
| Meredith       | Lauren Lavoie                                     | Gea Riva                                            |
| Trevi          | Ashlyn Drummond                                   | Sabrina Bonfitto                                    |
| Liam           | Adrian Petriw                                     | Massimo Di Benedetto                                |
| Nora           | Allison Warnyca                                   | Simona Biasetti                                     |